# Parada de Ventosa
Parada de Ventosa (llamada oficialmente San Pedro de Parada de Ventosa) es una parroquia y un lugar del municipio español de Muiños, en la provincia de Orense, Galicia.

## Organización territorial
La parroquia está formada por dos entidades de población:
- Parada de Ventosa
- Pazó

## Demografía

### Parroquia
| Gráfica de evolución demográfica de Parada de Ventosa (parroquia) entre 2000 y 2022 |
|                                                                                     |
| Datos según el nomenclátor publicado por el INE.                                    |

### Lugar
| Gráfica de evolución demográfica de Parada de Ventosa (lugar) entre 2000 y 2022 |
|                                                                                 |
| Datos según el nomenclátor publicado por el INE.                                |